# Jean-Baptiste Vaquette de Gribeauval
Jean Baptiste Vaquette de Gribeauval, francoski artilerist, general in vojaški inženir, * 15. september 1715, Amiens, † 9. maj 1789.
Med Napoleonovimi vojnami je izboljšal francoski top.